# Пахлавани

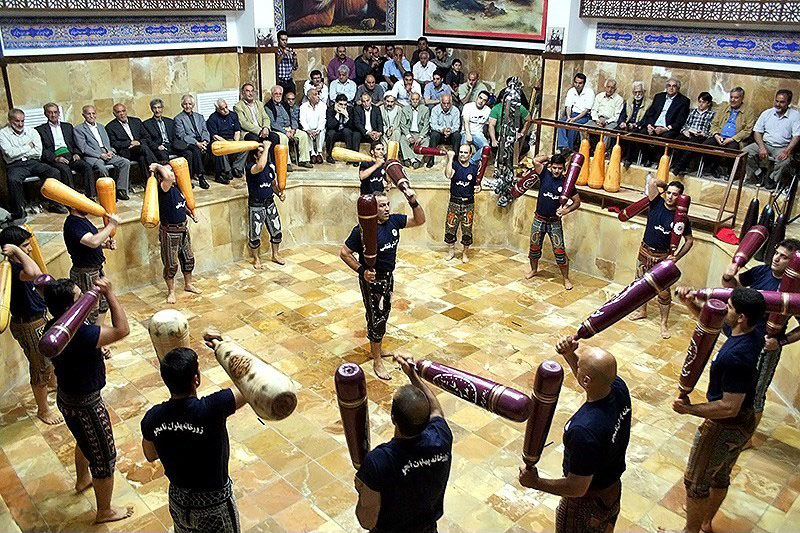
Силачи в зорхане на улице Азади, Тегеран

«Варзешэ-пахлавани» (перс.  ورزش پهلوانی‎) — комплекс физических упражнений, боевых искусств, гимнастики, силовых упражнений и традиционной музыки. Персидские воины стали заниматься варзешэ-пахлавани ещё со времён Ахеменидской Империи, поэтому зурхане можно найти и за пределами Ирана, например, в Азербайджане. В середине XIX века традиционная иранская борьба проникла в Ирак, где была популярна приблизительно до 1980-х годов. Разные периоды персидской культуры повлияли на развитие традиционной иранской борьбы, например, в доисламский период основное влияние на неё оказали зороастризм, митраизм и гностицизм, а после завоевания Персии арабами, на неё повлияли шиизм и суфизм.
Спортсмены тренируются в зурхане, специальные места, в которых присутствуют своего рода ринги, напоминающие собой перевёрнутый купол. В основном тренировка состоит из традиционных гимнастических упражнений, которые, вероятно, в древности выступали в качестве разминки, после чего спортсмены приступают к основной кульминационной части — борьбе.
16 ноября 2010 года при содействии Федерация варзешэ-пахлавани и зурханеи и поддержке специализированного учреждения ООН по вопросам образования, науки и культуры, традиционная иранская борьба была включена в список всемирного наследия ЮНЕСКО. Также ЮНЕСКО признало Варзешэ-Пахлавани самым древним видом спорта в мире.

## История
Традиционная иранская борьба появилась ещё в древней Персии и Парфии. Считается, что даже богатырь Рустам, мифологический герой поэмы Шахнаме, занимался ей. Варзешэ-Пахлавани — это специальный вид прикладной борьбы, которую воины древней Персии применяли в схватках с противником. В зурхане, помимо физических тренировок, в воинах также воспитывали силу духа, любовь к родине и нации. С тех времён у иранцев появилось слово «пахлаван» — что означает богатырь, герой.
После завоевания Персии арабами, приблизительно в 637 году н. э., зурхане служили тайным местом встречи воинов. Они продолжали тренироваться, чтобы сохранять свою боевую готовность, свой боевой дух и патриотизм. Хотя захватчики запрещали и уничтожали зурхане, а всех членов тайного кружка либо жестоко наказывали, либо убивали, всё больше новых зурхане продолжало появляться.
С распространением шиизма и появлением в VIII веке суфизма, варзешэ-пахлавани переняло их философские и духовные искания. Религиозные гимны стали частью обучения в зурхане, а первого шиитского имама Али стали считать покровителем варзешэ-бастани.
Традиционная иранская борьба стала особо популярна в XIX веке, во время правления шаха Насер ад-Дин Шах Каджар из династии Каджаров. Каждый новый год, 21 марта, в ноуруз, шах проводил в своём дворце соревнования по борьбе, и лично вручал победителю базубанд, специальный чемпионский браслет, носимый выше локтя. После прихода к власти Реза-Шах Пехлеви в 1920-х годах, данный вид спорта пришёл в упадок из-за проводимых новым шахом реформ по модернизации Ирана. Также существует мнение, что он испытывал личную неприязнь к варзешэ-пахлавани, считав его пережитком каджарской эпохи. Последние национальные соревнования по традиционной иранской борьбе прошли при шахе Мохаммед Реза Пехлеви, который пытался восстановить эту традицию, выступающей в качестве альтернативы исламизации Ирана.
После исламской революции 1979 года, многие языческие традиции, которые включали в себя гностические и митраистские воззрения и культуру посещения зурхане, потеряли свою популярность, так как новый режим не поощрял их. Однако вскоре новое правительство признало традиционную иранскую борьбу спортом и даже стала пропагандировать его как символ иранской гордости и культуры. На сегодняшний день считается, что варзешэ-пахлавани — это главная причина, почему иранцы регулярно становятся победителями международных соревнований по борьбе и тяжёлой атлетике.
В последний годы этот вид спорта принимает всё большую популярность как в Иране, так и в соседних с ним странах, например, в Ираке и в Афганистане.